# سیتوفو، استان سیلیسترا
سیتوفو (به بلغاری: Sitovo) روستایی در بلغارستان است که در استان سیلیسترا واقع شده‌است. سیتوفو ۸۹۹ نفر جمعیت دارد.